# Azzurro (programma televisivo)
Azzurro, sottotitolato col denominativo Estate d'Europa, è stato un programma televisivo musicale ideato da Vittorio Salvetti e andato in onda dal 1982 al 1992, nelle sue prime due edizioni sulla Rete 2 e successivamente da Italia 1.

## Il programma
Azzurro nacque da un'idea di Vittorio Salvetti: una manifestazione canora che porti fortuna ai giocatori della Nazionale italiana di calcio (colloquialmente noti come gli Azzurri), che poco tempo dopo sarebbero diventati campioni del mondo al campionato mondiale di calcio 1982 in Spagna. L'obiettivo dichiarato della manifestazione era inoltre quello di promuovere la musica italiana con un meccanismo di votazione e di partecipazione, differente dalle solite manifestazioni canore.

Milly Carlucci, conduttrice di tre edizioni del programma, ad Azzurro 1983.

Sede storica della trasmissione era il Teatro Petruzzelli di Bari, che ha ospitato la manifestazione dal 1982 al 1989 eccezion fatta per il 1984, anno in cui il festival si svolse al Teatro Nazionale di Milano. Mentre nel 1990 e nel 1991 la manifestazione si svolse rispettivamente al Palazzo del Cinema di Venezia e in Piazza dei Signori a Vicenza, per quella che fu l'ultima edizione - nel 1992 - questa ritornò a Bari nel nuovo TeatroTeam, dato che il Petruzzelli nel frattempo era andato distrutto in un incendio nell'ottobre 1991.

### Meccanismo di partecipazione e votazione
A parte le ultime due edizioni dove la competizione era stata abolita, il meccanismo era quello di una gara a squadre di cantanti e gruppi che si scontravano per aggiudicarsi la vittoria. I nomi delle squadre seguivano temi precisi: nella prima edizione generi musicali, poi animali con colori forti, poi ancora elementi della flora, quindi tema acquatico con colori forti, tema acquatico semplice, infine colori.
La vittoria veniva decretata da una giuria formata da cento persone selezionate dalla Doxa, società specializzata in sondaggi d’opinione. Accanto a tale giuria se ne affiancava un'altra composta da giornalisti di testate nazionali come La Gazzetta dello Sport, Il Messaggero, Corriere della Sera, La Gazzetta del Mezzogiorno e Ciak, e di conduttori radiofonici di stazioni quali Radio Dimensione Suono, Radio Italia e Radio Milano International. Ad effettuare i vari collegamenti tra le radio vi era Corrado Tedeschi.

## Edizioni
| Edizione | Anno | Conduzione | Squadra vincitrice | Componenti | Trasmissione | Trasmissione | Sede                          |
| Edizione | Anno | Conduzione | Squadra vincitrice | Componenti | TV           | Radio        | Sede                          |
| -------- | ---- | --- | ------------------ | --- | ------------ | ------------ | ----------------------------- |
| 1ª       | 1982 | Daniela Poggi, Beppe Viola e Vittorio Salvetti                                                                                      | New Romantic       | Gianni Morandi (capitano), Tony Cicco, Riccardo Cocciante, Il Coro degli Angeli, Andrea Forte, Goran Kuzminac, Le Orme, Mimmo Locasciulli, Renzo Zenobi, Renato Zero     | Rete 2       | Radio Rai    | Teatro Petruzzelli di Bari    |
| 2ª       | 1983 | Milly Carlucci e Vittorio Salvetti                                                                                                  | Farfalla Rosa      | Alice e Nada (capitane), Franco Battiato, Lu Colombo, Garbo, Richie Havens, Claudio Lolli, Giusto Pio, Peter Tosh, Kenny Rogers e Sheena Easton, Dyango, Miranda Martino | Rete 2       | nessuna      | Teatro Petruzzelli di Bari    |
| 3ª       | 1984 | Claudio Cecchetto, Eleonora Brigliadori, Fabrizia Carminati, Gabriella Golia e Vittorio Salvetti                                    | Rosa               | Anna Oxa (capitana), Roberto Bravo, Amanda Lear, Laura Luca, Marcel Fobert, Raf, Wang Chung                                                                              | Italia 1     | nessuna      | Teatro Nazionale di Milano    |
| 4ª       | 1985 | Milly e Gabriella Carlucci e Vittorio Salvetti con Stella Carnacina, Licia Colò, Gabriella Golia, Susanna Messaggio e Jinny Steffan | Corallo Rosso      | Licia Colò (capitana), Alba, Canton, Carrara, Valerie Dore, Howard Jones, Amanda Lear, Fiorella Mannoia, Matt Bianco, Silver Pozzoli, Valentino                          | Italia 1     | nessuna      | Teatro Petruzzelli di Bari    |
| 5ª       | 1986 | Ramona Dell'Abate e Vittorio Salvetti con Licia Colò, Marta Flavi, Gabriella Golia, Linda Lorenzi, Susanna Messaggio e Paola Perego | Delfini            | Paola Perego (capitana), Sandy Marton, Mental As Anything, Tracy Spencer, Taffy, Via Verdi                                                                               | Italia 1     | nessuna      | Teatro Petruzzelli di Bari    |
| 6ª       | 1987 | Claudio Cecchetto, Susanna Messaggio, Vittorio e Andrea Salvetti                                                                    | Cigni              | Bettina Clue (capitana), Bob Geldof, Pepsi & Shirlie, Tom Robinson, The Cure, Then Jerico, John Wilson                                                                   | Italia 1     | nessuna      | Teatro Petruzzelli di Bari    |
| 7ª       | 1988 | Gerry Scotti, Vittorio e Andrea Salvetti                                                                                            | Cigni              | Afrika Bambaataa, Betti Villani, Climie Fisher, Guesch Patti, Eddy Grant                                                                                                 | Italia 1     | nessuna      | Teatro Petruzzelli di Bari    |
| 8ª       | 1989 | Milly Carlucci, Gerry Scotti e Vittorio Salvetti                                                                                    | Arancio            | Bliss, Neneh Cherry, Joe Cocker, Transvision Vamp, Betti Villani | Italia 1     | nessuna      | Teatro Petruzzelli di Bari    |
| 9ª       | 1990 | Heather Parisi, Francesco Salvi e Vittorio Salvetti                                                                                 | Rosa               | Luca Carboni, Leila K, Mia Martini, Mietta, Leo Sayer, Scialpi, Snap!, Paola Turci                                                                                       | Italia 1     | nessuna      | Palazzo del Cinema di Venezia |
| 10ª      | 1991 | Gerry Scotti, Susanna Messaggio e Vittorio Salvetti                                                                                 | nessuna gara       | nessuna gara | Italia 1     | nessuna      | Piazza dei Signori di Vicenza |
| 11ª      | 1992 | Gerry Scotti, Susanna Messaggio e Vittorio Salvetti                                                                                 | nessuna gara       | nessuna gara | Italia 1     | nessuna      | TeatroTeam di Bari            |